# Robert von Zimmermann

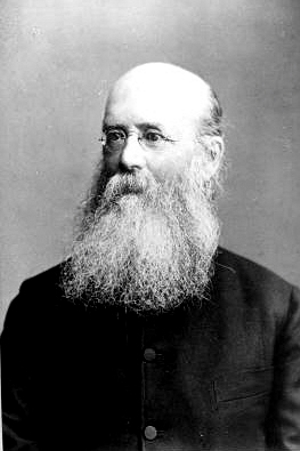
Robert von Zimmermann

Robert von Zimmermann (* 2. November 1824 in Prag, Kaisertum Österreich; † 1. September 1898 ebenda) war ein Ästhetiker und philosophischer Schriftsteller.

## Leben
Robert Zimmermann studierte an den Universitäten Prag und Wien Philosophie, Mathematik und Naturwissenschaften. Mit 23 Jahren wurde Zimmermann 1847 Assistent an der Universitätssternwarte Wien. Zwei Jahre später avancierte er dort zum Privatdozent für Philosophie und 1850 nahm er einen Ruf als außerordentlicher Professor für die gleiche Disziplin an der Universität Olmütz an.
1852 berief man Zimmermann als ordentlichen Professor für Philosophie an die Karls-Universität nach Prag, wo er bis 1861 einen Lehrstuhl innehatte. Im Sommer 1861 nahm Zimmermann einen Ruf an die Universität Wien an, wo er bis zu seiner Emeritierung Philosophie lehrte. 1869 nahm die kaiserliche Akademie der Wissenschaften Zimmermann als Mitglied auf.
Zu dieser Zeit hatte sich Zimmermann bereits durch seine Parteinahme im Philosophen-Streit zwischen Georg Wilhelm Friedrich Hegel und Friedrich Theodor Vischer auf der einen Seite und auf der anderen Johann Friedrich Herbart und dem von ihm begründeten Herbartianismus mit seinen Anhängern einen Namen gemacht. Letzteren gehörte auch Zimmermann an, der sich mit seinen Theorien und seiner Geschichte der Ästhetik bekannt gemacht hatte.
Zusammen mit Emil Reich gründete Zimmermann 1890 in Wien die Grillparzer-Gesellschaft; heute eine der ältesten literarischen Gesellschaften Österreichs.
Neuere Forschungen sehen in Robert Zimmermanns Ästhetik einen bedeutenden Beitrag zur Entwicklung der modernen Bildtheorie.
Anlässlich seines 72. Geburtstages wurde Zimmermann vom österreichischen Kaiser Franz Joseph I. in den Adelsstand erhoben.

## Werke
- Leibnitz’ Monadologie. Deutsch mit einer Abhandlung Über Leibnitz' und Herbart's Theorieen des wirklichen Geschehens von Dr. Robert Zimmermann. Wien 1847;
- Leibnitz und Herbart. Eine Vergleichung ihrer Monadologien; gekrönte Preisschrift von Robert Zimmermann. Wien 1849;
- Was erwarten wir von der Philosophie? Ein Vortrag beim Antritt des ordentlichen Lehramts der Philosophie an der Prager Hochschule, gehalten am 26. April 1852. Prag 1852.
- Das Rechtsprinzip bei Leibnitz. Ein Beitrag zur Geschichte der Rechtsphilosophie  (Wien 1852);
- Philosophische Propädeutik. Wien 1852, 3. Aufl. 1867; (mehrfach in fremde Sprachen übersetzt);
- Über das Tragische und die Tragödie. Wien 1856;
- Ästhetik (Wien 1858–1865, 2 Bde.; der erste enthält die Geschichte und Kritik, der zweite das System);
- Studien und Kritiken zur Philosophie und Ästhetik. Wien 1870, 2 Bde.;
- Samuel Clarkes Leben und Lehre. Wien 1870.
- Anthroposophie im Umriß. Entwurf eines Systems idealer Weltsicht auf realistischer Grundlage, Wien 1882; enthält sein System der philosophischen Wissenschaften. (Digitalisat)
- Leibnitz bei Spinoza. Eine Beleuchtung der Streitfrage. Wien 1890.

Außerdem veröffentlichte er zahlreiche Abhandlungen in den Druckschriften der kaiserlichen Akademie der Wissenschaften zu Wien.